# Anna Gabriel i Sabaté
Anna Gabriel i Sabaté   (Sallent, 13 de setembre de 1975) és una educadora social, professora de dret i política catalana. Fou diputada al Parlament de Catalunya per la CUP des de setembre del 2015 fins a desembre del 2017. L'estiu de 2018 es va exiliar a Suïssa per tal d'eludir el sistema judicial espanyol en considerar que no tindria un judici just. Actualment és membre del consell de redacció de la plataforma Sobiranies i secretària regional a Ginebra del sindicat laboral suís Unia. El 19 de juliol de 2022 tornà de l'exili, després de quatre anys i mig a Suïssa, i es presentà voluntàriament a Madrid, al Tribunal Suprem d'Espanya, per tornar el mateix dia a Suïssa, a l'espera de les citacions del jutge Pablo Llarena.

## Biografia
Va néixer a Sallent, un municipi obrer amb important tradició anarquista i pertany a una família minera compromesa en la lluita social. El seu pare va emigrar des de Minas de Riotinto i va arribar a Sallent per treballar a la mina i la seva mare, nascuda a Sallent, prové d'una família minera de Múrcia i va militar al PSUC. El seu avi era de la CNT, igual que el seu besavi.
Es va diplomar en educació social i després es va llicenciar en dret i va realitzar un màster en drets sociolaborals a la Universitat Autònoma de Barcelona. És professora de la Facultat de Dret de la Universitat Autònoma de Barcelona i ha estat tècnica de la Direcció General d'Atenció a la Infància de la Generalitat de Catalunya i dels ajuntaments de Manresa i Gironella.

### Activitat política
Va iniciar la militància política als 16 anys en l'àmbit local, a la Plataforma Antifeixista i l'Agrupament Roques Albes. Després d'estudiar educació social, va treballar en diferents ajuntaments i entitats com a educadora de carrer i va participar en la fundació de la Coordinadora d'Associacions per la Llengua Catalana. Està afiliada a la Confederació General del Treball (CGT) i és membre d'Endavant i del col·lectiu Terra i Llibertat. Milita des de 2002 a la CUP, on defensa el feminisme com un dels pilars fonamentals de la formació, aposta per plans d'igualtat als municipals, a més d'un pla de xoc contra el feminicidi i per la paritat.
Fou portaveu de la campanya Independència per canviar-ho tot i regidora de l'Ajuntament de Sallent entre els anys 2003 i 2011. Es va presentar amb la CUP a les eleccions al Parlament Europeu de 2004 com a número tres. Durant la legislatura 2012-2015 va treballar com a coordinadora del grup parlamentari de la CUP. A les eleccions al Parlament de Catalunya de 2015, va ser candidata de la Candidatura d'Unitat Popular - Crida Constituent després de ser escollida en primàries i elegida diputada per Barcelona.
La tardor de 2017 va publicar amb David Fernàndez August Gil Matamala: Al principi de tot hi ha la guerra a Sembra Llibres. L'estiu d'aquell mateix any participà en la redacció del llibre Referèndum 2017: la clau que obre el pany escrivint el capítol «Què és rendir-se? No ho sabem, nosaltres som dones».

### Exili a Suïssa
El febrer de 2018 fou cridada a declarar pel Tribunal Suprem d'Espanya en referència al referèndum d'independència de 2017. L'exdiputada es va traslladar després a Suïssa assegurant que no aniria al Tribunal Suprem perquè segons ella a Espanya no tindria un judici just. Un representant de l'Oficina Federal de Justícia de Suïssa digué que Suïssa no col·laboraria en cas d'ordre d'extradició.
A la fi de juny de 2018 Anna Gabriel va aconseguir el permís de residència a Suïssa per 5 anys. Això li va permetre poder cercar feina al país. Durant la primavera de 2018 va col·laborar amb entitats, es posà a estudiar anglès, i després començà un doctorat a la universitat de Ginebra, ciutat on viu ara.

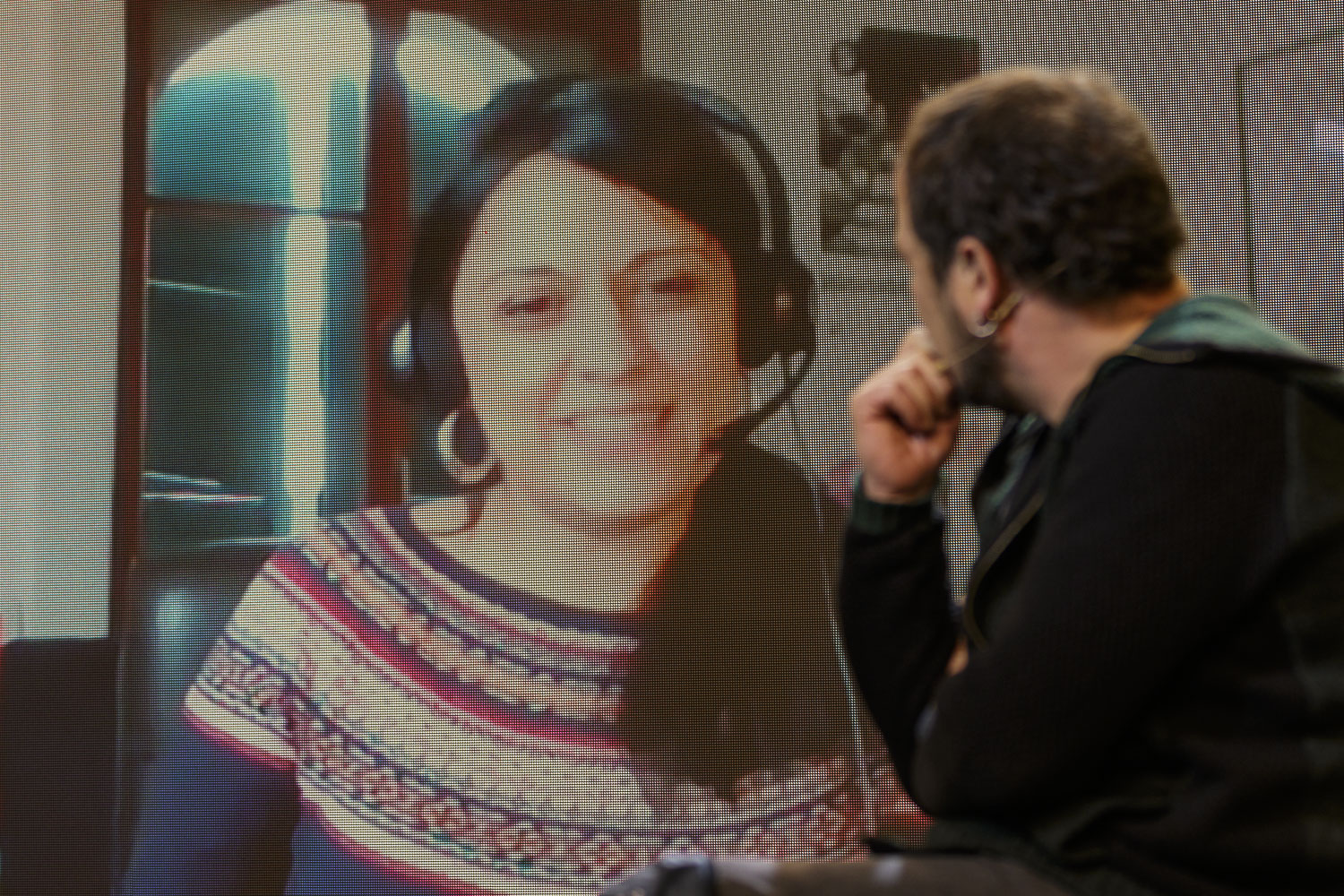
Gabriel participa des de Suïssa en un acte de la CUP-G per a les eleccions al Parlament de Catalunya de 2021.

 També des del 2019 treballa en un bufet d'advocats laboralistes.
El 21 de març de 2018 el magistrat de la Sala Segona del Tribunal Suprem Pablo Llarena va decidir rebaixar l'acusació i processar Anna Gabriel per desobediència (art. 410 del Codi Penal espanyol), delicte que no comporta penes de presó.
Tot i mantenir-se les acusacions, el 25 d'octubre de 2018 s'anunciava l'obertura del judici oral per a 12 dels considerats líders, però no pas per als que es trobaven fora de l'estat espanyol, entre els quals Anna Gabriel. Com a conseqüència, no fou condemnada in absentia.
L'octubre de 2020 a través del seu advocat, Benet Salellas, i del seu grup de suport, s'anunciava que s'havia desestimat per part del jutge Pablo Llarena la petició de traslladar la causa a un jutjat d'instrucció ordinari. Per tant, mantenint la seva situació de rebel·lia processal i subjecte a una ordre de detenció vigent.
El juliol de 2021 feia la seva primera aparició fora de Suïssa en la celebració del seixanta aniversari d'Òmnium Cultural a Elna. Quatre anys després de l'inici del seu exili, el 18 de febrer de 2022, centenars de persones es van manifestar al barri de Gràcia de Barcelona per reclamar el seu retorn sense represàlies.

### Retorn de l'exili i arxivament
El 19 de juliol de 2022 tornà de l'exili, després de quatre anys i mig a Suïssa, i es presentà voluntàriament a Madrid, al Tribunal Suprem d'Espanya, per tornar el mateix dia a Suïssa amb llibertat provisional, a l'espera de les citacions del jutge Pablo Llarena. Va tornar a comparèixer davant el Tribunal Suprem el setembre d'aquell any i va negar una conducta de desobediència civil en la seva suposada implicació en la DUI del Procés. El 18 de gener del 2023, com que ja no era una aforada, el Suprem va traslladar la causa a l'Audiència Provincial de Barcelona. El 9 de febrer del 2024, aquesta va decidir sobreseure i arxivar el cas judicial obert contra ella, ja que la Fiscalia ho havia demanat perquè els fets no constituïen un delicte i el partit Vox, l'altra acusació, no es va pronunciar en el termini indicat.

### Vida personal
El setembre de 2024 es va fer públic que és parella de l'empresari i presentador de televisió Jordi Évole.